# Rābor (kommunhuvudort i Iran)
Rābor (persiska: رابر) är en kommunhuvudort i Iran.   Den ligger i provinsen Kerman, i den sydöstra delen av landet, 900 km sydost om huvudstaden Teheran. Rābor ligger 2 331 meter över havet och antalet invånare är 12 386.
Terrängen runt Rābor är kuperad åt nordväst, men åt sydost är den platt.Runt Rābor är det glesbefolkat, med 12 invånare per kvadratkilometer. Rābor är det största samhället i trakten. Omgivningarna runt Rābor är i huvudsak ett öppet busklandskap.